# Palaiseau

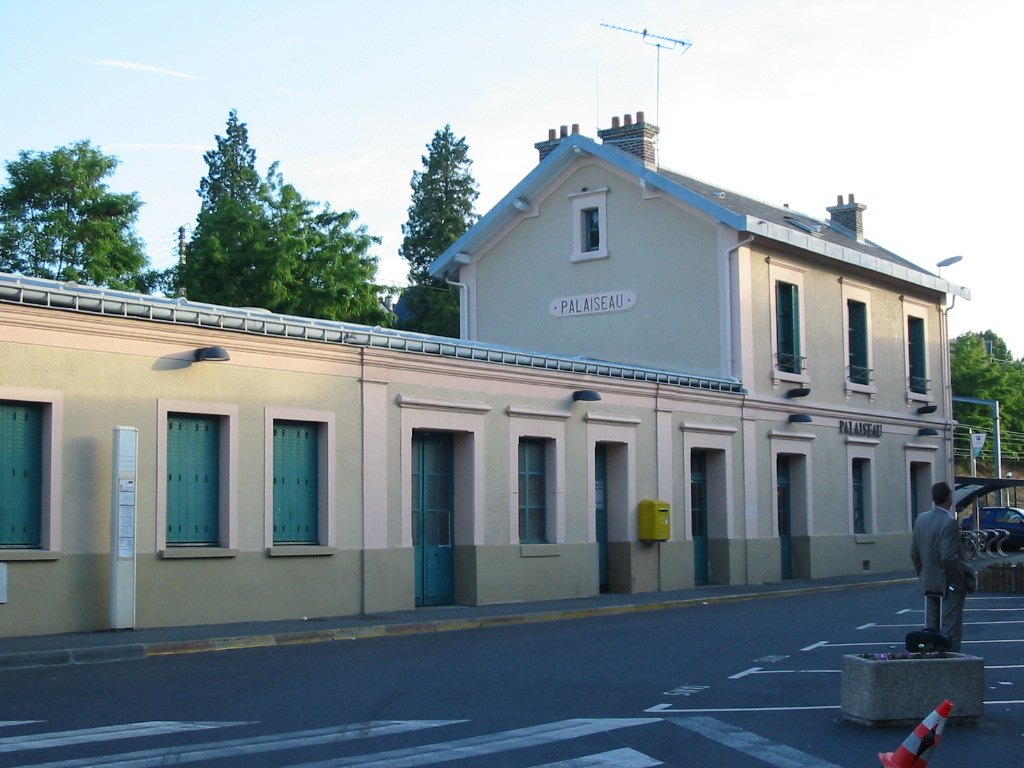
Järnvägsstationen i Palaiseau

Palaiseau är en fransk stad i departementet Essonne och regionen Île-de-France.
Palaiseau är en stad och kommun i departementet Essonne i regionen Île-de-France i norra Frankrike. Kommunen ligger i kantonen Palaiseau som tillhör arrondissementet Palaiseau. Staden är en av Paris södra förorter och huvudstad i arrondissementet Palaiseau. Den ligger 16,9 kilometer från Paris centrum. Palaiseau är hemort åt Institut polytechnique de Paris. År 2022 hade Palaiseau 36 067 invånare.

## Befolkningsutveckling
Antalet invånare i kommunen Palaiseau
| Referens: INSEE |